# أنسون كول
أنسون كول (بالإنجليزية: Anson Call)‏ هو قسيس أمريكي، ولد في 13 مايو 1810، وتوفي في 31 أغسطس 1890.